# Macaca leucogenys
Espèce
Macaca leucogenys est une espèce de primates haplorhiniens de la famille des Cercopithecidae.

## Aire de répartition
Ce macaque est endémique de la région autonome du Tibet, en République populaire de Chine. Il se rencontre au xian de Mêdog.

## Taxinomie
Cette espèce a été décrite en 2015 par les naturalistes Cheng Li, Chao Zhao et Peng-Fei Fan. La localité type est Gangrigebu, au xian de Mêdog, en région autonome du Tibet (République populaire de Chine).
Selon les naturalistes, ces spécimens se distinguent des autres espèces proches par la « forme arrondie de ses organes génitaux et son pelage blanc au niveau des joues et du menton ». Ce macaque vit dans les forêts tropicales à 1 395 mètres d’altitude jusqu’aux forêts de conifères situés à 2 700 mètres.